# Robin Pilcher
Robin Pilcher (* 10. August 1950 in Dundee, Schottland) ist ein britischer Schriftsteller und Sohn der Bestsellerautorin Rosamunde Pilcher (1924–2019).

## Leben
Robin Pilcher wuchs mit zwei Schwestern und einem Bruder bei den Eltern in Schottland auf. Er war das älteste Kind von Graham und Rosamunde Pilcher. Sein Vater war Jute-Händler und seine Mutter kümmerte sich um die Kindererziehung und den Haushalt. Robin besuchte die Schule in Dunfermline und Bristol und ging schließlich zurück nach Schottland, um am Dundee College of Commerce zu studieren. Pilcher engagierte sich in einer Reihe von Berufen und versuchte sich als Cowboy, Farmer, Fotograf, Tennistrainer und gründete zusammen mit einem Freund einen Postversand.
Robin Pilcher lebt mit seiner Frau Kirsty, mit der er über 40 Jahre verheiratet ist, in Schottland und in Andalusien (Spanien), wo er eine Stiftung zu Ehren seiner Mutter gründen möchte. Das Paar hat vier erwachsene Kinder und vier Enkelkinder.

## Werk
Erst als Robin Pilcher beinahe 50 war, legte er 1999 mit An Ocean Apart (deutsch: Jenseits des Ozeans) seinen ersten Roman vor. Vier weitere Romane folgten, die in verschiedene Sprachen übersetzt und teilweise verfilmt wurden. 
Zusammen mit einem befreundeten Buchhändler engagierte er sich für die Nachwuchsförderung auf dem Gebiet der Literatur und gründete eine Webplattform speziell für Talente auf dem Gebiet der Kurzgeschichte.

### Romane
- 1999 An Ocean Apart
  - Jenseits des Ozeans, dt. von K. Schatzhauser; Heyne, München 1999, ISBN 3-453-15291-3.
- 2002 Starting Over
  - Am Anfang war die Liebe, dt. von Margarethe van Pée; von Schröder, München 2002, ISBN 3-547-77507-8.
- 2004 A Risk Worth Taking
  - Zeit des Wiedersehens, dt. von Werner Löcher-Lawrence; Heyne, München 2004, ISBN 3-453-87833-7.
- 2007 Starburst
  - Wie ein Stern am Horizont, dt. von Regina Schneider; Diana Verlag, München 2008, ISBN 978-3-453-29050-1.
- 2010 The Long Way Home
  - Das Haus hinter den Hügeln, dt. von Charlotte Breuer und Norbert Möllemann; Diana Verlag, München 2010, ISBN 978-3-453-29102-7.

### Verfilmungen
- Jenseits des Ozeans (2006) für das ZDF
- Am Anfang war die Liebe (2007) für das ZDF und ORF
- Zeit des Wiedersehens (2008) für das ZDF